# Манфред Айген
 Манфред Айген (на немски: Manfred Eigen) е германски физикохимик, лауреат на Нобелова награда за химия от 1967 г. за приноса му по измерването на бързите химични реакции.
Изследванията на Айген спомагат за разрешаването на важни проблеми във физикохимията и допринасят за по-доброто разбиране на химичните процеси, които протичат в живите организми. През последните си години той изучава биохимичните корени на живота и еволюцията. Работи за установяването на мултидисциплинарна програма в институтите Макс Планк, в която да се изучават основите на живота на молекулярно ниво. Счита се, че неговата работа е положила основите за създаването на нова научна и технологична дисциплина – еволюционна биотехнология.

## Биография
Роден е на 9 май 1927 г. в Бохум, тогава във Ваймарската република. Той е син на Хедвиг и Ернст Айген, който е камерен музикант. Като дете развива страст към музиката и се учи да свири пиано.
Втората световна война възпрепятства обучението му. На 15-годишна възраст е извикан за войник в противовъздушната отбрана. Към края на войната е заловен от съветските части. Той успява сравнително лесно да им избяга, след което извървява стотици километри през победена Германия, завръщайки се в Гьотинген през 1945 г. Айген не разполага с нужните документи, за да бъде приет в университет, но е приет, когато демонстрира знанията си след изпит. Той е приет в първия следвоенен курс на университета.
Айген желае да изучава физика, но тъй като завръщащите се войници, които преди са били записани, са с приоритет, той накрая записва геофизика. След завършването си, записва магистратура по природни науки. Един от преподавателите му е Вернер Хайзенберг, който става известен със своя принцип на неопределеността През 1951 г. Айген защитава докторска степен под менторството на Арнолд Ойкен. През 1964 г. той представя резултатите от изследванията си по време на събрание в обществото Фарадей в Лондон. Неговите открития показват за пръв път, че е възможно да се определи скоростта на химична реакция, възникнала в кратък период от време, от порядъка на наносекунда.
През 1953 г. Айген започва работа в института Макс Планк към физикохимичния отдел в Гьотинген, ставайки негов директор през 1964 г. и съединявайки го със спектроскопския отдел, създавайки отдел по биофизическа химия. Назначен е за почетен професор в Брауншвайгския технически университет. От 1982 до 1993 г. Айген е президент на Германската национална фондация за заслуги. Член е на борда на спонсорите на организацията „Бюлетин на атомните учени“.
През 1967 г. Айген е награден с Нобелова награда за химия заедно с Роналд Нориш и Джордж Портър. Те са отличени за работата им по изключително бързите химични реакции, индуцирани в отговор на много бързи енергийни импулси.
Името на Айген се свързва и с теорията за квазивидовете, критичната скорост на мутация, парадокса на Айген и химичния хиперцикъл, цикличното свързване на реакционните цикли като обяснение за самоорганизацията на пребиотичните системи, който описва с Петер Шустер през 1977 г.
Айген основава две биотехнологични компании – Evotec и Direvo. През 1981 г. става съосновател на Световния културен съвет. Член е на Папската академия на науките, макар да е атеист.
Умира на 6 февруари 2019 г. в Гьотинген на 91-годишна възраст.

## Личен живот
Айген се жени за Елфриде Мюлер, от която има син и дъщеря. По-късно се жени за Рутилд Осватиш, която му е дългогодишен научен партньор.